# Епархия Кильмеса
Епархия Кильмеса (лат. Dioecesis Quilmensis) — епархия Римско-Католической церкви с центром в городе Кильмес, Аргентина. Епархия Кильмеса входит в митрополию Буэнос-Айреса. Кафедральным собором епархии Кильмеса является церковь Непорочного Зачатия Пресвятой Девы Марии.

## История
11 февраля 1957 года Папа Римский Павел VI выпустил буллу «Ut spirituali», которой учредил епархию Кильмеса, выделив её из архиепархии Ла-Платы и епархии Авельянеды (сегодня — епархия Авельянеды — Лануса). Первоначально епархия Кильмеса являлась суффраганной по отношению к архиепархии Ла-Платы.
26 сентября 2007 года епархия Кильмеса стала частью церковной провинции Буэнос-Айреса.

## Ординарии епархии
- епископ Хорхе Новак, S.V.D.[1] (7.08.1976 — 9.07.2001);
- епископ Луис Теодорико Штеклер (25.02.2002 — 12.10.2011);
- епископ Карлос Хосе Тиссера (с 12 октября 2011 года).